# 金の鎖のネックレスとイヤリングをつけた毛皮の上着の自画像
『金の鎖のネックレスとイヤリングをつけた毛皮の上着の自画像』（きんのくさりのネックレスとイヤリングをつけたけがわのうわぎのじがぞう、蘭: Zelfportret in bont, met baret en gouden ketting, 独: Bildnis des Malers im Pelz, mit Kette und Ohrring, 英: Self portrait in fur with beret and golden chain）は、オランダ黄金時代の巨匠レンブラント・ファン・レインが1655年に制作した絵画である。油彩。油彩画だけで40作品を超えるレンブラントの自画像の1つで、画家が49歳のときに描かれた。現在はウィーンの美術史美術館に所蔵されている。

## 作品

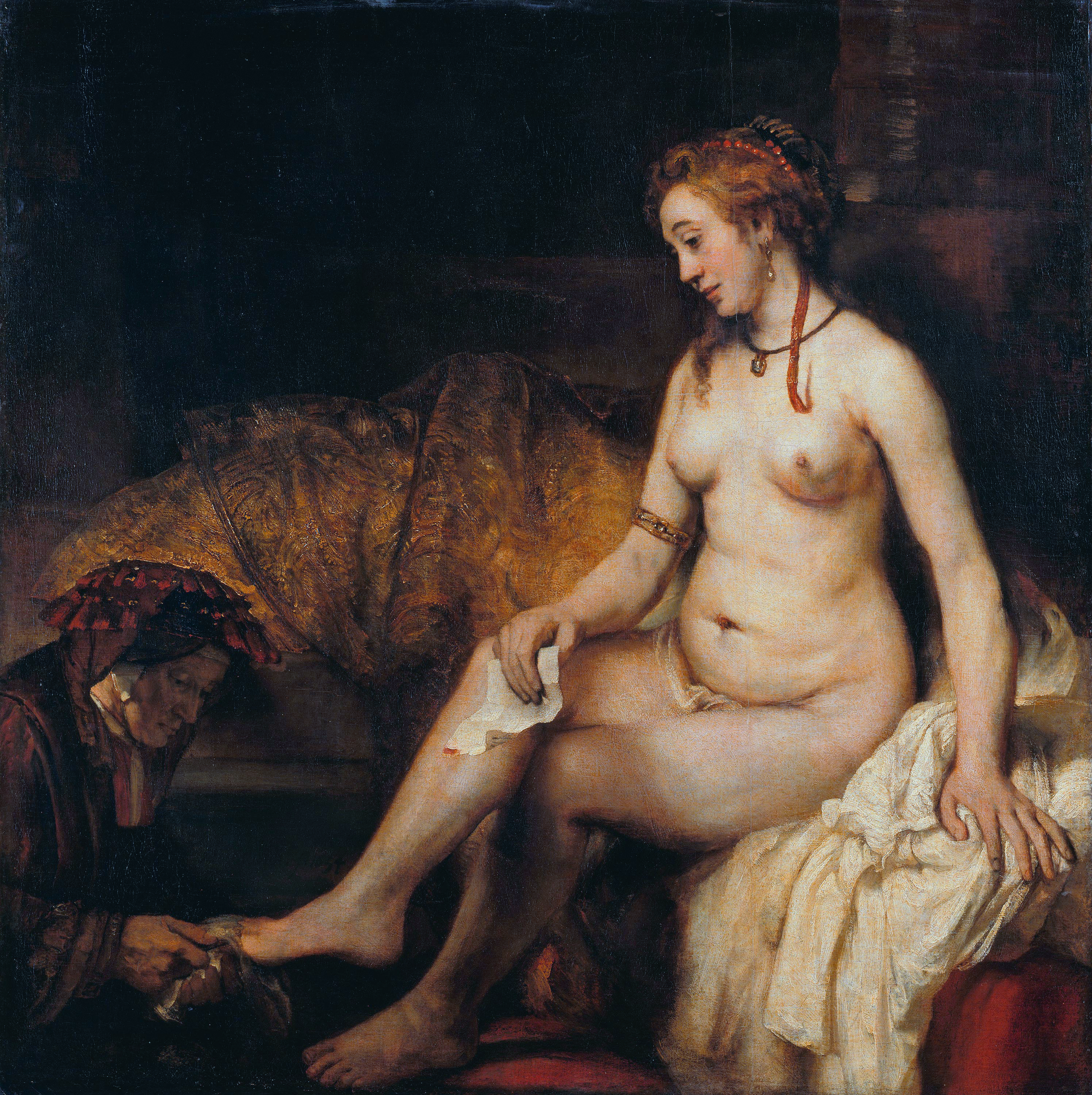
同時期の1654年の『ダビデ王の手紙を手にしたバテシバの水浴』。ルーヴル美術館所蔵。

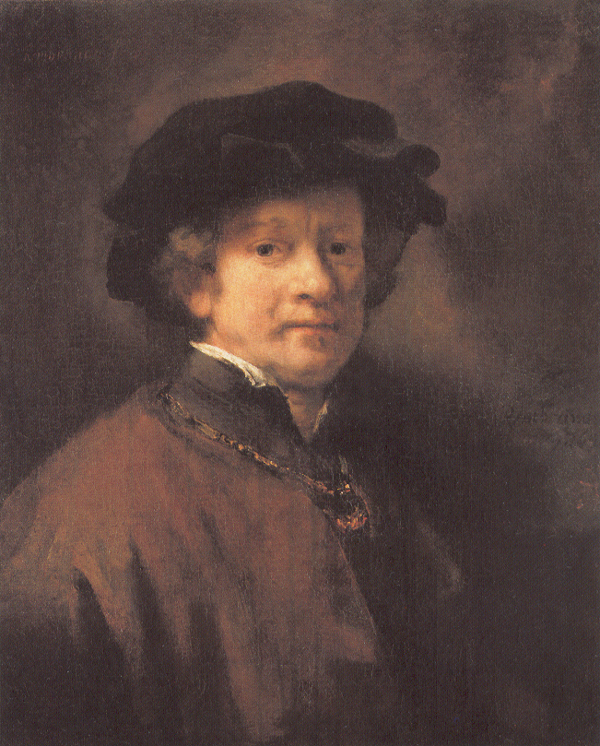
1654年の『黒いベレー帽と金の鎖の自画像』。カッセル・アルテ・マイスター絵画館所蔵。

レンブラントは黒い帽子を被り、毛皮で縁取られた茶色の上着をまとった自身の姿を描いている。胸像として描かれたレンブラントは少し口ひげを生やし、自身の左方向に体を向け、正面ではなく、やや右方向に物憂げな視線を送っている。毛皮の上着の下には、襟のない赤い衣服を着用し、その下から白いシャツの襟を覗かせ、その上にメダリオンのついた金の鎖のネックレスを首にかけている。また耳には金のイヤリングをつけている。本作品と同様の衣服は美術史美術館に所蔵されているレンブラントの別の自画像でも見ることができる。白いシャツはヘムトロックと呼ばれる下着で、防寒のために重ねて着るものである。通常は人目にさらされるものではないため、正式な肖像画では描かれなかった。レンブラントが頭に被っているのはおそらく縁のないベレー帽であるが、多くの切込みが入った16世紀風のものである。室内での帽子の着用は同時代のオランダではごく普通に行われた。一方、金の鎖のネックレスは芸術家の肖像画での着用は長い歴史があり、常に着用者が得ている高い評判の証として機能した。そのため金の鎖は名声や高い身分を要求する意図を肖像画に付与した。

### 帰属
帰属については長年にわたってレンブラントの真筆画と考えられていたが、1986年に美術史家クリスティアン・テュンペルがレンブラントの追随者に帰属して以来、しばしば疑問視されている。理由の1つはレンブラントの視線が直接鑑賞者に向けられていない点であり、自画像は鏡に映った姿を見て描いた結果、完成するとその視線が鑑賞者に向けられることになる。そのため通常の自画像ではないと見なされた。これに対する反論としては、レンブラントが様々な主題に対して通常とは異なる解決を見出してきた画家であることが挙げられており、自画像においても視線をそらせることで、通常とは異なる表現をしたのではないかと考えられる。『レンブラント画集』第4巻（Corpus of Rembrandt Paintings, 2005年）は、様式・品質・人相などの観点からレンブラントへの帰属を拒否し、工房作に帰属する考えを示しているが、保存状態の悪さから完全な拒否をするには至っていない。オランダ美術史研究所（RKD）ではレンブラント、あるいはレンブラントの工房作としている。

### 科学的調査
X線撮影を用いた科学的調査によって、自画像の下からレンブラントが1654年に制作した『ダビデ王の手紙を手にしたバテシバの水浴』（Bathseba met de brief van koning David）のバテシバの姿勢に非常に近い女性の図像が発見されている。

## 来歴
初期の来歴は不明である。19世紀に自画像は初代カリスフォート伯爵ジョン・ジョシュア・プロビーに所有されていた。自画像はジョン・プロビーが死去した1828年にロンドンのクリスティーズで競売にかけられた。購入者は詩人サミュエル・ロジャースであった。自画像はいくつかのレンブラントの作品とともにサミュエル・ロジャースが死去するまで所有者のもとにとどまった。その後、所有者が死去した1855年の翌年にクリスティーズで売却されると、パリの美術商シャルル・セデルマイヤーの手に渡り、1895年に美術商のマーティン・ヘンリー・コルナギに200ポンドで売却した。同年、ドイツの銀行家・美術収集家ロベルト・フォン・メンデルスゾーンはこれを58,000フランで購入した。フォン・メンデルスゾーンが1917年に死去すると自画像は未亡人ジュリエッタ・ゴルディジャーニに相続された。美術史美術館は1942年にジュリエッタ・ゴルディジャーニから本作品を購入した。

## 複製
レンブラントの追随者を模倣した18世紀初頭の複製がミュンヘンのアルテ・ピナコテークに所蔵されている。

## ギャラリー
美術史美術館所蔵のレンブラントの自画像

『自画像』1652年
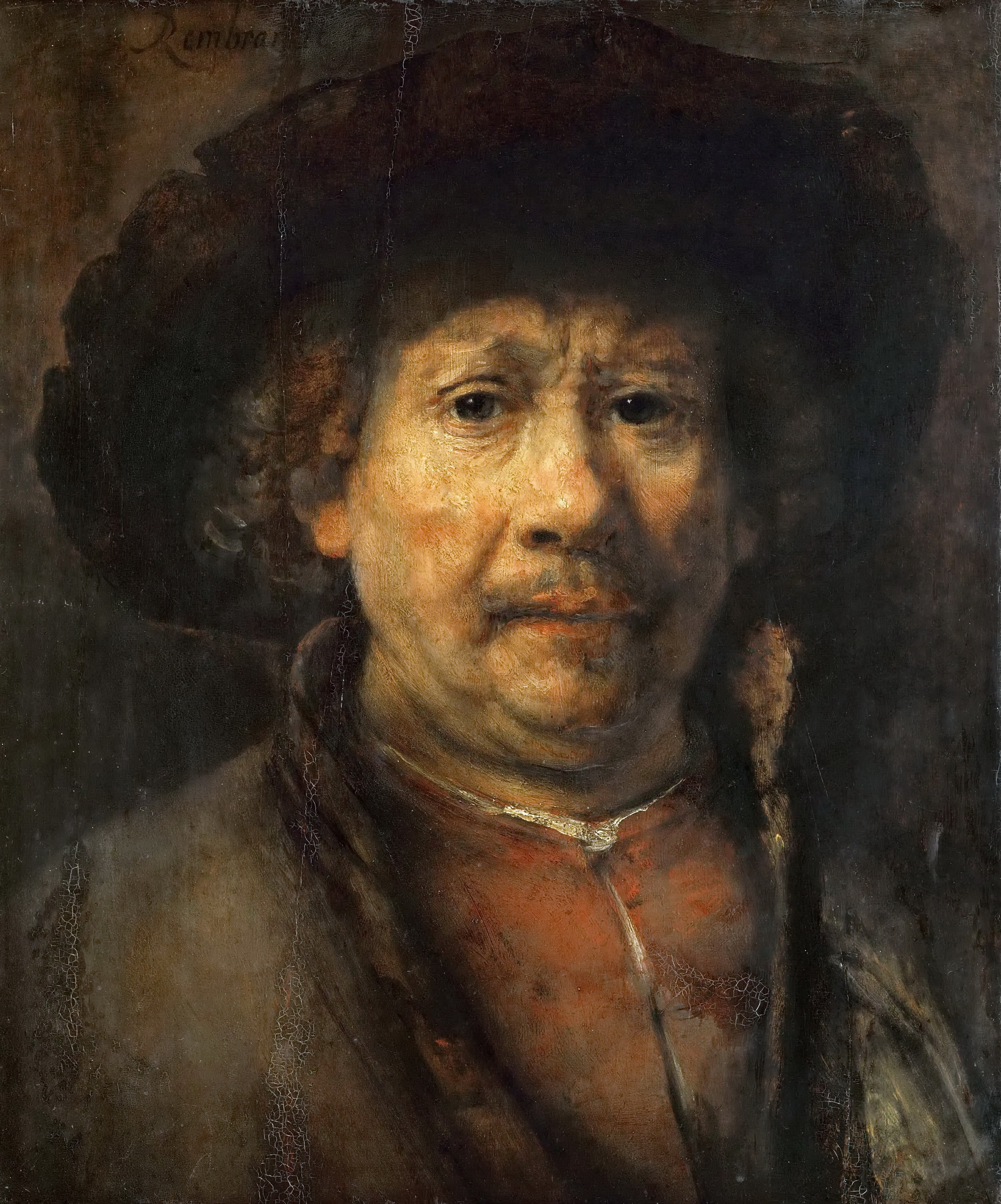
『自画像』1655年頃

帽子と金鎖のネックレスをつけた自画像

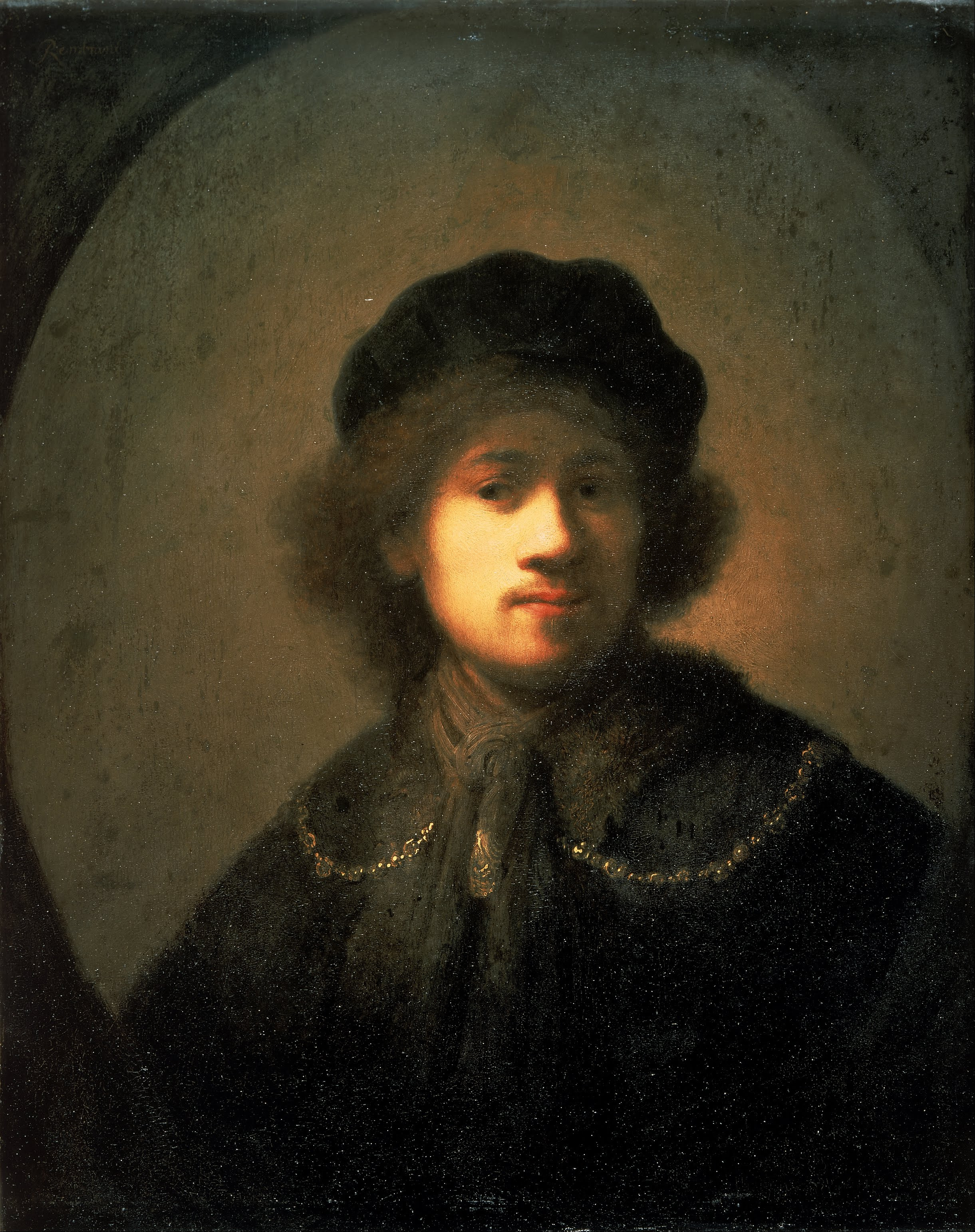
『若い男としての自画像』1630年-1631年 ウォーカー・アート・ギャラリー所蔵
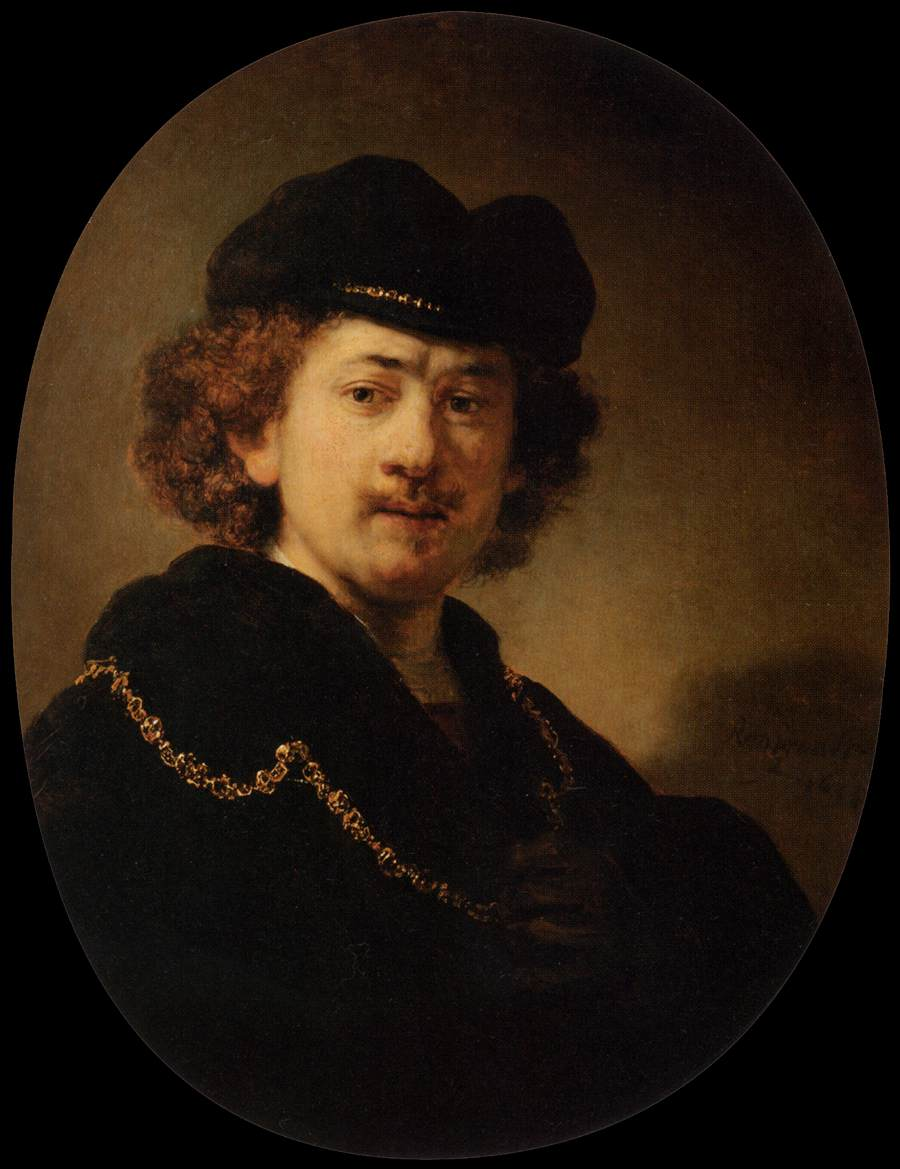
『縁なし帽を被り、金の鎖を付けた自画像』1633年 ルーヴル美術館所蔵
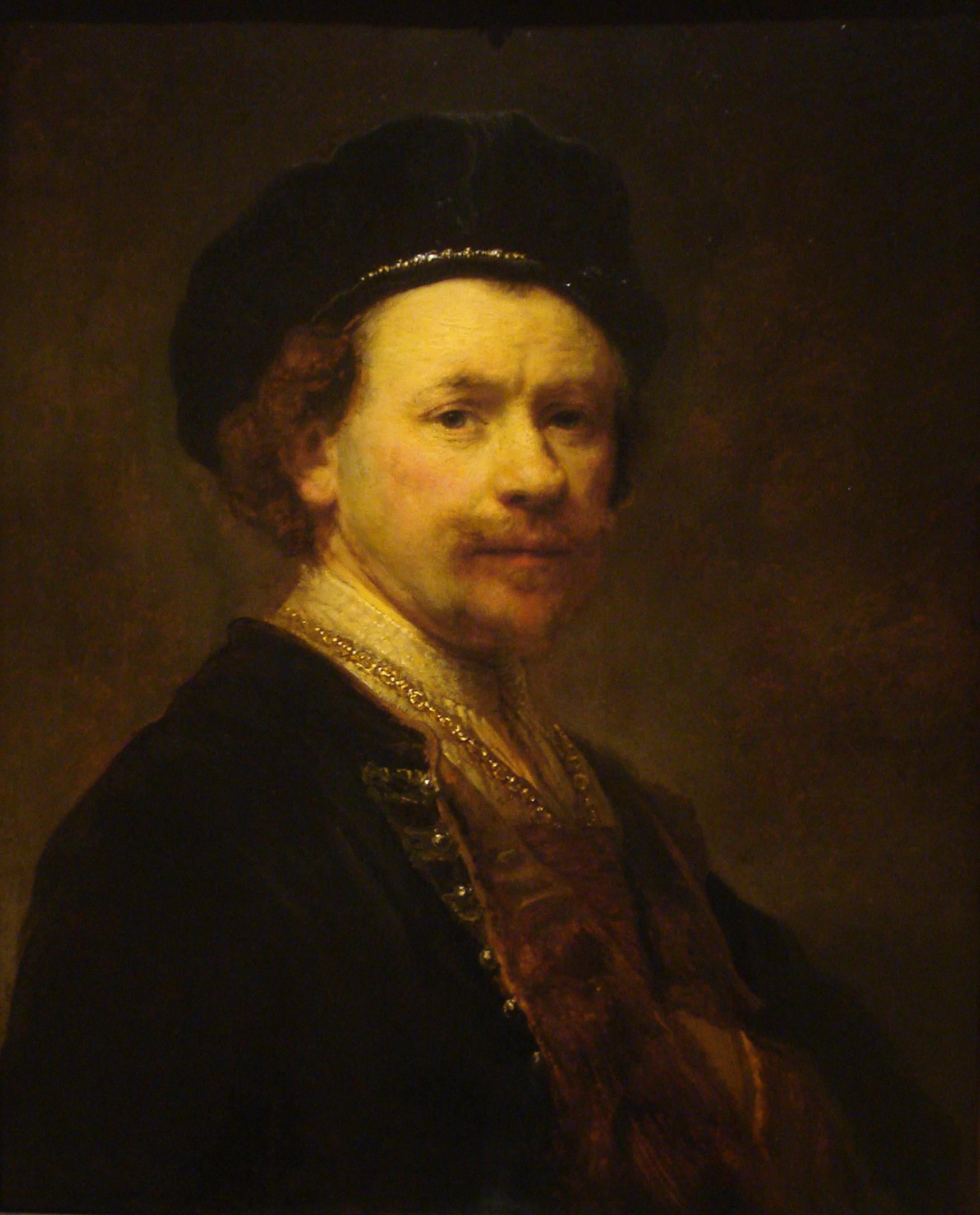
『自画像』1641年頃 ノートン・サイモン美術館所蔵
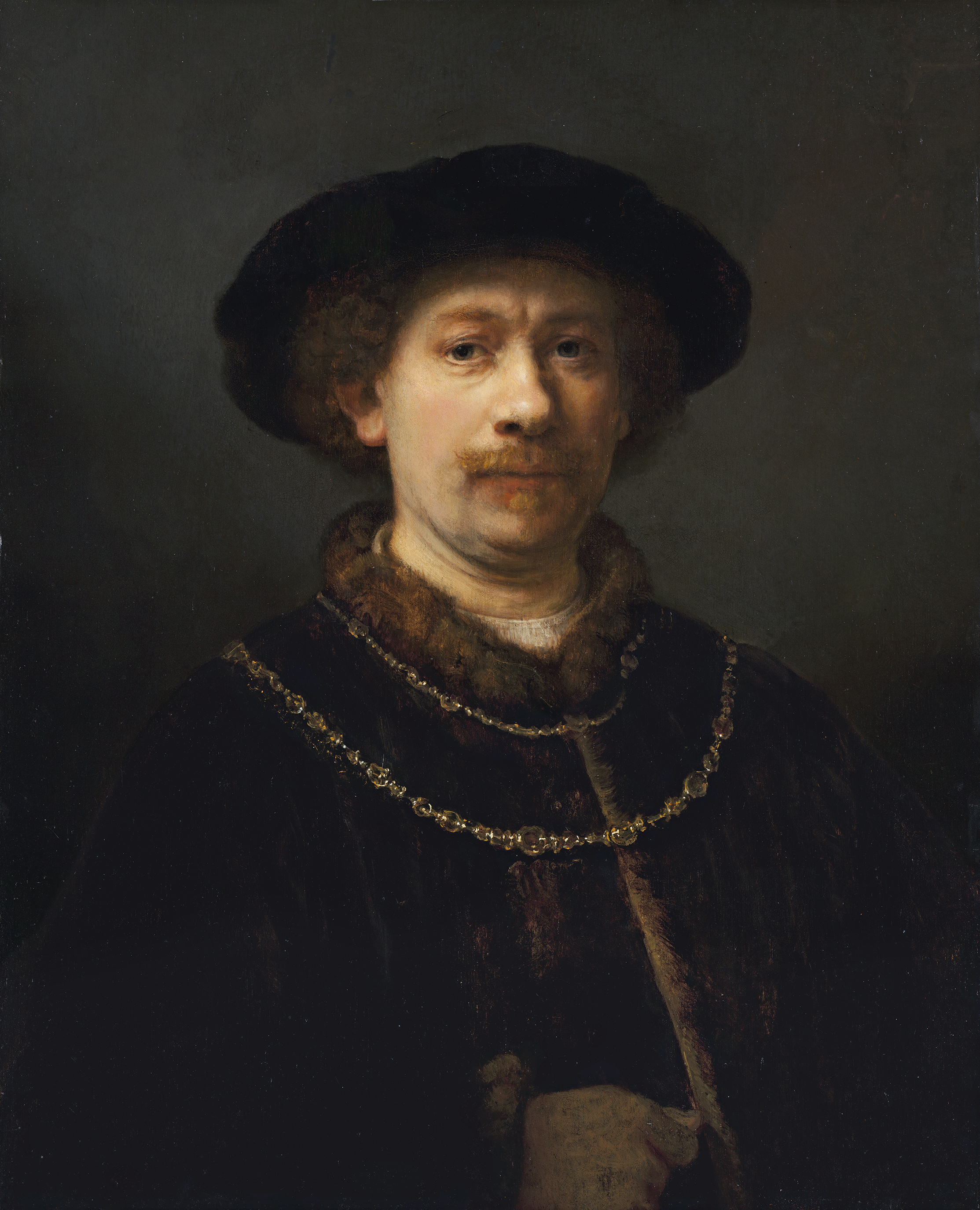
『帽子と2本の金の鎖のネックレスの自画像』1640年代 ティッセン＝ボルネミッサ美術館所蔵